# Hukovice (Velká Kraš)
Hukovice (něm. Haugsdorf) jsou vesnice, která je místní částí (základní sídelní jednotkou) osadou obce Velká Kraš. Nacházejí se na říčce Vidnávce mezi Velkou Kraší a Kobylou nad Vidnavkou, na něž stavebně navazují.

## Historie
Hukovice původně tvořily část velké vesnice Kraš. Samostatně se poprvé připomínají v listině hlásící se k roku 1291 a popisující stav v letech 1266-1268. Tehdy se nazývaly Hugonis Crosse (tedy "Hugova Kraš") a měly 10 lánů. Ves patřila mezi majetek vratislavského biskupa v obvodu hradu Otmuchova. V 15. století ves změnila jméno na Haugsdorf, tedy "Hugova Ves", z čehož vzniklo české Hukovice. Již roku 1326 v ní je zmiňováno vlastní fojtství; prvním jmenovitě známým majitelem byl roku 1527 Adam Weziger.
K roku 1580 máme dosvědčeno tehdejší rozdělení obce: ze 14 selských usedlostí bylo 8 poddaných přímo biskupovi a 6 patřilo zdejšímu fojtství, ke kterému náležel i mlýn. Fungovala zde též kovárna ve vlastnictví města Vidnavy. Kromě toho zde sídlil biskupský lesník, který měl na starosti lesní revír Černá Voda.
Za třicetileté války byly Hukovice vypleněny, zejména při průchodu vojsk roku 1633, a ještě roku 1665 jsou uváděny jako částečně pusté. Po rozdělení Slezska roku 1742 se Hukovice ocitly na rakousko-pruské hranici. V roce 1804 byla zdejší pozdně barokní kaple Panny Marie rozšířena na klasicistní kostel.
Po zrušení patrimoniální správy roku 1850 byly Hukovice do roku 1869 samostatnou obcí, pak byly připojeny jako osada k Velké Kraši. Jihovýchodně od Hukovic v té době vznikly četné lomy na žulu a rozvinul se zejména potravinářský průmysl: byl zde mlýn, pila, družstevní palírna, likérka a od roku 1872 též družstevní mlékárna (uzavřena roku 1948). Mezi zemědělci měl dominantní postavení velkostatek hukovického dědičného fojtství, které tehdy patřilo rodině Michlerů.
Pro místní průmysl byla výhodou i dopravní poloha obce, zvláště když jí od roku 1896 vedla železniční trať Dolní Lipová-Javorník a od roku 1897 též odbočka z Hukovic do Vidnavy, prodloužená roku 1912 do nyní polské Nisy. Hukovice měly vlastní nádraží, které však bylo roku 1978 přejmenováno na stanici "Velká Kraš".
Po odsunu původních německých obyvatel v letech 1945-1946 byly Hukovice díky své dopravní poloze a průmyslu dosídleny uspokojivě. Rozvoj osady i celé obce Velká Kraš byl utlumen normalizační centralizací, při níž byla celá obec v letech 1976-1990 připojena k Vidnavě a i veškeré zemědělství sloučeno pod Jednotné zemědělské družstvo Javornicko.
Hukovice byly zvlášť těžce postiženy povodní roku 1997.

### Vývoj počtu obyvatel
Počet obyvatel Hukovic podle sčítání nebo jiných úředních záznamů:
| Rok            | 1806 | 1890 | 1900 | 1930 | 2001 |
| -------------- | ---- | ---- | ---- | ---- | ---- |
| Počet obyvatel | 205  | 258  | 260  | 286  | 150  |

1. ↑  z toho: 29 Čechoslováků, 249 Němců; 283 řím. kat., 1 evang., 2 bez vyzn.

## Zajímavosti
- Římskokatolický filiální kostel Panny Marie (sv. Jana Nepomuckého?). Původní kaple z roku 1770 byla roku 1804 rozšířena klasicistní kostel, renovovaný roku 1997. Kulturní památka.[5]
- Kaple zv. Mittmannova, klasicistní z 19. století (kulturní památka), po devastaci v 70. a 80. letech 20. století byla roku 1992 ne zcela citlivě rekonstruována[6]
- Kříž zv. "Knabenstein", původně s ojedinělým reliéfem, nyní ruiny[7]
- bývalý zámek, sídlo hukovického fojta